# Подланище
Подланище (словен. Podlanišče) — розсіяне поселення на пагорбах на південний схід Церкно, Регіон Горішка, Словенія. Висота над рівнем моря: 788.8 м. 